# Oquendo (D-41)
El Oquendo (D-41) fue un destructor de la Armada Española, cabeza de su clase y el único de los tres buques de la misma que no fue modificado. Recibía su nombre en memoria de Antonio de Oquendo.

## Historial
Fue asignado a la  21ª Escuadrilla de Escoltas con base en Cartagena junto con los destructores de la clase Lepanto.
En septiembre de 1964, participó en unas maniobras en el Cantábrico.
El 27 de enero de 1965 tomó parte con la Agrupación naval Norte en unas maniobras militares en la costa gallega, en las que enarboló la insignia del contraalmirante Mario Romero Abella.
Con motivo de la semana naval, participó en un simulacro de desembarco en Almería el 6 de julio de 1971.
En noviembre de 1973, permaneció en San Sebastián durante la visita a la ciudad de los Príncipes de España Juan Carlos de Borbón y Borbón y Sofía de Grecia y Dinamarca.
El 16 de octubre de 1974, zarpó dando escolta a los LST Velasco (L-11), Martín Álvarez (L-12) y al LSD Galicia (L-31) desde Cádiz hasta El Aaiún, a donde arribó el 19 de mismo mes, transportando al Regimiento de Infantería Acorazada «Alcázar de Toledo» n.º 61.
Fue dado de baja y desguazado prematuramente en 1978 debido a los problemas que daba su aparato propulsor y a su escasa estabilidad.

### Buques de la clase
- Roger de Lauria
- Marqués de la Ensenada

### Listas relacionadas
- Anexo:Destructores de España